# 武山あきよ
武山 あきよ (たけやま あきよ、本名: 武山 明代、1968年3月14日 - ) は、日本の演歌歌手である。
北海道旭川市出身。フロムサウンズ所属。血液型AB型。

## 来歴
実家は旭川でも老舗の家具屋。1984年にNHK『勝ち抜き歌謡天国』旭川大会に出場して旭川名人となり、翌年の全国名人大会で優勝した。
1986年に市川昭介の内弟子となり、芸能事務所をハニープロダクションに籍を置き、1987年に日本コロムビアから「白鳥の歌が聴こえますか」で演歌歌手としてデビューした。表題曲は、北国の孤独な暮らしを励ます曲で、カップリング曲の「空知川」は、嫁ぐ娘が空知のヤマ（炭鉱）で働く父親を歌った曲となっている。同年の『輝け!!第18回日本歌謡大賞』放送音楽新人賞を受賞し、作詞を担当した吉岡治は、この曲と石川さゆりの「夫婦善哉」で第20回日本作詩大賞に入賞した。
TBSの『加トちゃんケンちゃんごきげんテレビ』やフジテレビの『スターどっきり（秘）報告』、『ドリフ大爆笑』の第113-116回、テレビ東京の『歌え!アイドルどーむ』など、バラエティ番組を中心にテレビ出演していたこともある。
同年10月には同じ北海道出身の演歌歌手細川たかしとのデュエットで「星がみていた」を発表したが、体調不良を理由に事実上の引退状態になっていた。その後、地元北海道へ戻って1994年に活動を再開。1997年に東芝EMIへ移籍し「港・迷い花」を発表。
その後、事務所をフロムサウンズに移籍し、札幌を中心に演歌歌手兼ローカルタレントとして活動している。
全音楽譜出版社の『全音 歌謡曲全集 (36)』 ISBN 4-11-769136-8 にも収載されている。

## ディスコグラフィ

### シングル
| #                          | 発売日         | タイトル                   | B面            | 規格           | 規格品番       |
| 日本コロムビア             | 日本コロムビア | 日本コロムビア             | 日本コロムビア | 日本コロムビア | 日本コロムビア |
| -------------------------- | -------------- | -------------------------- | -------------- | -------------- | -------------- |
| 1st                        | 1987年7月21日  | 白鳥の歌が聴こえますか     | 空知川         | EP             | AH-849         |
| 1st                        | 1987年7月21日  | 白鳥の歌が聴こえますか     | 空知川         | CT             | CMY-1129       |
| 東芝EMI / 東芝レコード     |                |                            |                |                |                |
| 2nd                        | 1997年         | 港・迷い花                 | 愛染め模様     | CT             | PZA-1145       |
| フロムサウンズミュージック |                |                            |                |                |                |
| 3rd                        | 2010年9月1日   | 愛染め模様                 | 港・迷い花     | Maxi           | MKCD-100901    |
| 4th                        | 2012年6月20日  | あんたに惚れたらどうするの | 私は泣かない   | Maxi           | MKCD-120620    |

### 参加作品
| 発売日         | 商品名       | 歌                     | 楽曲                   | 備考 |
| -------------- | ------------ | ---------------------- | ---------------------- | ---- |
| 1987年10月21日 | 星が見ていた | 細川たかし、武山あきよ | 「星が見ていた」       |      |
| 1987年10月21日 | 星が見ていた | 細川たかし、武山あきよ | 「雨やどり・恋やどり」 |      |